# Desesperadamente sola
"Desesperadamente Sola" é uma canção gravada pela cantora e atriz mexicana Anahí, lançada como terceiro single do seu quarto álbum de estúdio, Baby Blue (2000).
A canção foi lançada em janeiro de 2001, e relançada em 2006 dentro do álbum de recompilação Una rebelde en solitario.
A canção pertence ao gênero pop latino e tem um estilo pop rítmico.

## Faixas e formatos
Download digital (versão álbum)
1. "Desesperadamente Sola" – 4:53

Single do CD - Una rebelde en solitario
1. "Desesperadamente Sola" – 4:50

## Créditos de elaboração

### Gravação
A canção presente no álbum Baby Blue foi gravada e editada em Midnight Blue Studios e masterizado em Mastering The Kitchen.

### Perssoais
Créditos por Desesperadamente sola:
- Produtor - Estéfano
- Compositores - Estéfano
- Mixing - Joel Numa
- Fotografia - Adolfo Pérez Butrón
- Assistente de gravação - Javier Carrión
- Desenho gráfico - Impressions Design Inc